# TODAYふくい
『TODAYふくい』（トゥディ フクイ）は、1982年4月7日から1988年3月まで福井放送（FBCテレビ）で平日夕方に放送されていた福井県向けのローカルニュース番組である。
番組末期（ - 1988年3月）は、『NNNライブオンネットワーク』の福井県ローカルパートとして月曜日 - 金曜日 18:00 - 18:55（JST）にて放送された。

## キャスター
- 星野豊